# George Joyce

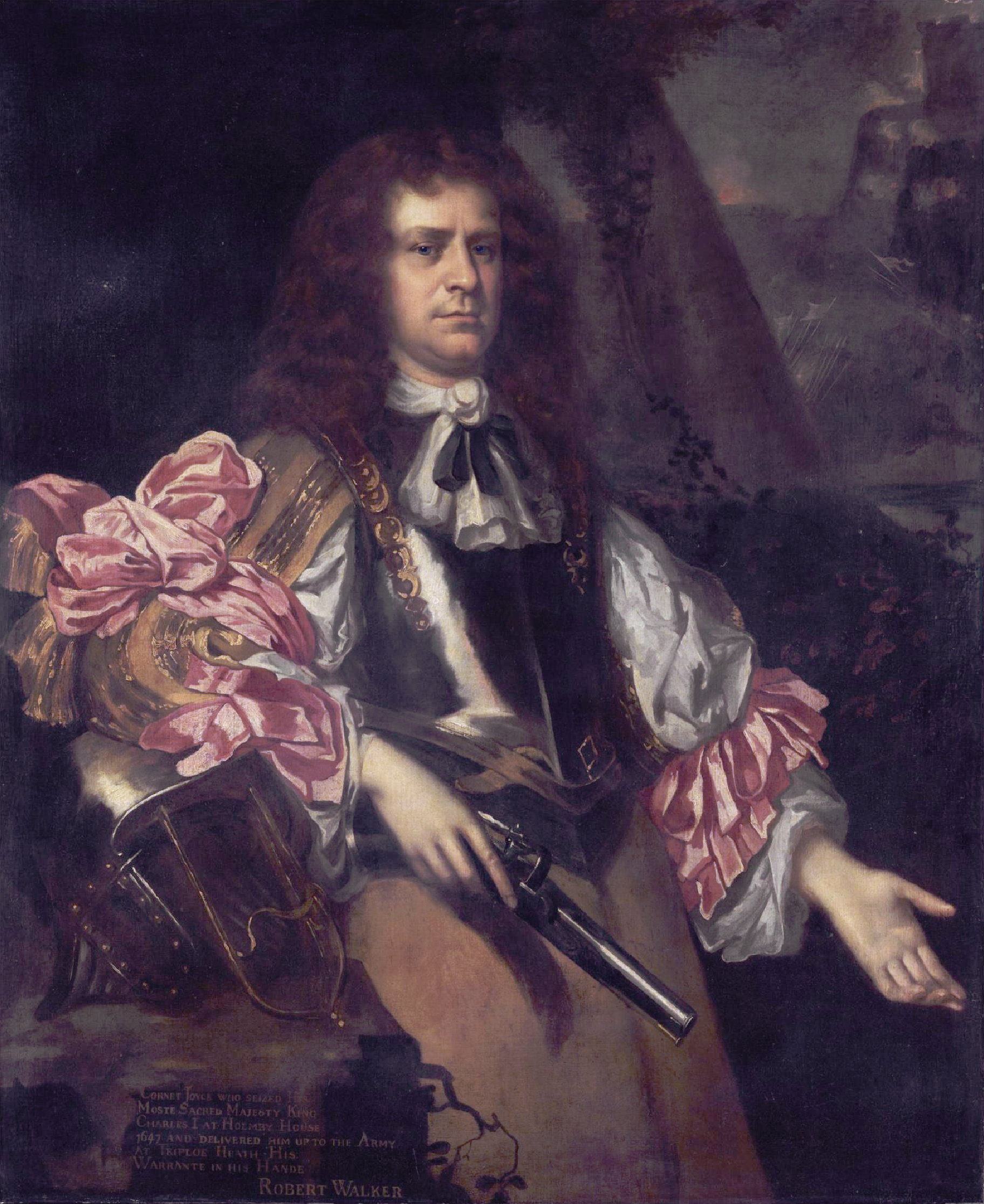
George Joyce, porträtterad av Jacob Huysmans.

George Joyce, vars födelse- och dödsår är okända, var en engelsk puritansk krigare.
Joyce var 1647 kornett vid sir Thomas Fairfax kavalleriregemente och bemäktigade sig under striden mellan armén och parlamentet Karl I:s person i Hodenby House (3 juni) för att genom dennes bortförande öva påtryckning på parlamentet i arméns intresse. Huruvida han därvid överskridit Cromwells instruktioner, är omstritt. Joyce omtalas 1650 som överstelöjtnant, avskedades 1653 av Cromwell för stämplingar med anledning av långa parlamentets upplösning och flydde vid restaurationen till kontinenten. Han omtalas senast 1670, då han undan engelska regeringens förföljelser nödgades fly från Rotterdam.